# Dai sbirro
Dai sbirro (Adieu poulet) è un film del 1975 diretto da Pierre Granier-Deferre, tratto da un romanzo di Raf Vallet.

## Trama
Durante la campagna elettorale, un picchiatore che lavora per il candidato Pierre Lardatte, picchia e uccide un avversario politico e spara a un agente.

## Produzione

### Cast
- Lino Ventura: il commissario capo Verjeat
- Patrick Dewaere: l’ispettore Lefèvre
- Victor Lanoux: Pierre Lardatte
- Julien Guiomar: il prefetto Ledoux
- Pierre Tornade: il commissario Pignol
- Françoise Brion: Marthe, la tenutaria del bordello
- Claude Rich: il giudice Delmesse
- Claude Brosset: Antoine Portor
- Michel Peyrelon: Roger Portor
- Jacques Rispal: Mercier
- Gérard Hérold: l’ispettore Moitrier
- Gérard Dessalles: l’ispettore Ransac
- Michel Beaune: l’ispettore Dupuy
- Jacques Serres: l’ispettore Martin
- Jean-Yves Gautier: Letellier
- Pierre Londiche: Janvier, l'informatore
- Henri Lambert: Norbert
- Christiane Tissot: Marie Portor
- Valérie Mairesse: la ragazza patriottica
- Christine Laurent: la prostituta
- Charles Dalin: Sergio
- Éric Vasberg: Lopez, un uomo di Portor (anche coordinatore delle scene d’azione)
- Henri Attal: Luigi, un uomo di Portor
- Dominique Zardi: il ferito ricoverato
- Lionel Vitrant: il benzinaio
- Patrick Feigelson: Louis
- André Malfuson: Estève
- Sylvie Meyer: la finta infermiera
- Ève Francis: la vecchia signora
- Marie-Pierre de Gérando: il comandante della gendarmeria
- Raoul Curet: il presidente
- Jean Turlier: Moissat, il barista
- Sylvain Lévignac: il falso ferito
- Jean Collomb: il cameriere
- Éric Legrand: un figlio di Mercier
- Christian Debaker: un figlio di Mercier